# Arturo Aly Belfàdel
Arturo Aly Belfàdel (Petralia Sottana, 4 luglio 1872 – Mirano, 6 luglio 1945) è stato un glottologo ed esperantista italiano.

## Biografia
Arturo Aly Belfàdel nacque a Petralia Sottana e si trasferì giovanissimo in Piemonte. Dopo la laurea in Medicina e Chirurgia conseguita all'Università di Torino, partecipò alla prima guerra mondiale come direttore degli ospedali da campo di Casale e di Santa Maria di Sala. Divenne medico condotto, dapprima a Caluso e poi a Monastero Bormida. Qui si sposò con Luigia Piola, figlia di un suo collega di Vesime. Trasferitosi in Veneto, morì a Mirano in un incidente stradale.

## Opere
Aly Belfàdel era un ricercatore molto eclettico: parlava correntemente sei lingue e fu attivo fautore dell'esperanto, si interessò di storia, studiò le parlate locali e compì ricerche mediche.

A 62 anni ottenne la seconda laurea, in lettere, a Venezia, con una tesi sul sanscrito.

### Pubblicazioni
- Grammatica magiara, con esercizi e vocabolarietto, U. Hoepli, 1930
- Grammatica piemontese, R. Mariano, 1933
- Cronache di Vesime durante il periodo napoleonico (1790-1814), Società di Storia Arte e Archeologia per la Provincia di Alessandria, 1933